# Ejército Aliado Protector de la Ley
El Ejército Aliado Protector de la Ley de Centro América, Ejército Liberal Centroamericano o Ejército Morazánico, fue un ejército organizado en el mes de octubre de 1827, tras la invasión del Ejército Federal Centroamericano al mando del Teniente general José Justo Milla al territorio del Estado de Honduras y derrocar al Jefe Supremo de Estado Dionisio de Herrera. Todo lo anterior siguiendo órdenes del general Manuel José de Arce y Fagoaga que fungía como presidente de la República Federal de Centroamérica. Al referirse universalmente a este "Ejército Aliado Protector" inseparablemente se tiene que hacer mención de su artífice el hondureño Francisco Morazán.

## Historia
Las Alcaldías Mayores de las provincias centroamericanas (Guatemala, El Salvador, Honduras, Nicaragua y Costa Rica) habían declarado su independencia de España el 15 de septiembre de 1821, en la ciudad de Guatemala. Seguidamente se unieron para formar las Provincias Unidas de Centro América con la cual se declaraban tanto independientes y emancipados, tras una fugaz unión con el Primer Imperio mexicano de Agustín de Iturbide, los políticos de Centroamérica conformaron la República Federal de Centroamérica; es aquí cuando empiezan a discurrir las ideas políticas separatistas tanto liberales, como conservadoras por parte de los señores funcionarios y representantes políticos. Cada estado centroamericano había emitido su constitución y creado las bases federales, sociales y políticas como nación, asimismo la creación de un ejército nacional. 
El general salvadoreño Manuel José de Arce y Fagoaga estando de turno como presidente de la , ordenó al Teniente general hondureño José Justo Milla ex vicejefe del Estado de Honduras, invadir ese país y derrocar al gobierno hondureño; Justo Milla el 19 de enero de 1827 al mando del Segundo Batallón Federal, traspasó las fronteras hondureñas e invadió primeramente la Villa de Los Llanos de Santa Rosa, la cual tomó sin dificultad alguna. Seguidamente partió con rumbo a la ciudad capital Comayagua, a la cual sitió por 36 días hasta la capitulación de la misma el 10 de mayo y el arresto del licenciado Dionisio de Herrera y enviado a Guatemala, algunos oficiales defensores de la ciudad, entre ellos el coronel Remigio Díaz y coronel José Antonio Márquez y Francisco Morazán salieron con rumbo a la Villa de Tegucigalpa para reclutar hombres y rescatar la ciudad capital. Morazán regresó con 300 hombres y en la hacienda "La Maradiaga" entró en combate con las tropas federales a las cuales venció, pero no pudo avanzar hasta Comayagua. Para ello, Morazán nuevamente se fue a Tegucigalpa y alrededores a reclutar más hombres dispuestos a luchar por el Estado de Honduras y se inclinó, no por los criollos, ni hijos de españoles, sino por los trabajadores, obreros y esclavos que deseaban libertad y habían escuchado la tenacidad y heroicidad del libertador Simón Bolívar, es allí cuando nace el verdadero "Liberalismo Centroamericano" y la base del "Ejército Aliado Protector de la Ley".
Por ese entonces, Tegucigalpa estaba bajo las órdenes del coronel Ramón de Anguiano, que ordenó el arresto de Morazán, al cual detuvieron soldados en la localidad de Ojojona; tras intentar llevarlo ante los oficiales federales, Morazán logró escapar y huir hacia El Salvador donde expuso la situación al representante de gobierno salvadoreño Mariano Vidaurre este dio vía libre a Morazán y sus seguidores en el territorio salvadoreño y asimismo poder viajar hasta Nicaragua y solicitar ayuda a aquel gobierno, José Anacleto Ordóñez "Cleto" proporcionó armas y hombres, para el rescate de Honduras, ahora Francisco Morazán -que no tenía instrucción militar de academia- había formado un ejército con soldados salvadoreños, nicaragüenses y otros de Texiguat y Choluteca que se unieron a la causa, conformando al "Ejército Aliado Protector de la Ley" y así el 11 de noviembre de 1827 tuvo lugar la Batalla de La Trinidad donde el "Ejército Aliado Protector de la Ley" tuvo su primer triunfo sobre las tropas federales al mando de José Justo Milla. Morazán asume como Jefe de Estado de Honduras y más tarde, el 28 de junio de 1828 deposita la Jefatura de Estado en favor de Diego Vigil; mientras Morazán marcha hacia El Salvador a prestarle auxilio y triunfa en la Batalla de El Gualcho. El 13 de abril de 1829 Francisco Morazán, toma Guatemala y el 30 de abril es nombrado "Benemérito de la Patria". Francisco Morazán, hizo su primera aparición pública como Comandante en Jefe del Ejército Aliado Protector de la Ley, un 9 de junio de 1829 ante la Cámara de diputados en Guatemala. Morazán como Comandante del Ejército Aliado Protector de la Ley, sale de Guatemala y regresa a Honduras donde ocupa de nuevo la Jefatura de Estado el 2 de diciembre de 1829, la Asamblea Nacional hondureña había dado su voto de confianza; después Morazán deja la administración en manos del doctor Juan Ángel Arias el 24 de diciembre de ese mismo año y en enero del año siguiente 1830, se encuentra luchando con los rebeldes olanchanos, Morazán ocupa Juticalpa y más tarde el 21 de enero vence a los sublevados en la Batalla de Las Vueltas del Ocote, sin disparar ni una sola arma. 

Batalla de la Trinidad (1827) primera victoria del Ejército Aliado Protector de la Ley de Cntroamérica.

El "Ejército Aliado Protector de la Ley" lucho contra los intereses federales, religiosos y conservadores sobre los Estados Centro Americanos, a lo largo y a lo ancho del istmo. Declarados como "bandidos" y "falsos libertadores" al ejército se fueron uniendo más personas y oficiales centroamericanos y extranjeros con el afán de concibir la idea de restaurar una verdadera unión centroamericana.
Francisco Morazán termina su periodo como Presidente de la Federación Centroamericana un 31 de enero de 1839; allí mismo, muere la Unión Centroamericana; el 6 de julio de 1839 es electo Jefe de Estado de El Salvador y en esta administración sufre muchos ataques de opositores con el fin de derrocarle, Morazán con un pequeño ejército se enfrenta al general guatemalteco Rafael Carrera, donde es emboscado y derrotado. Morazán sale con rumbo a El Salvador y deposita la Jefatura de estado en José María Silva, más tarde viéndose obligado, renuncia a la Jefatura Salvadoreña un 4 de abril de 1840 y parte de aquel país. Nuevamente Francisco Morazán vuelve a reunir al Ejército Aliado e intenta una nueva Unión Centroamericana y al mando de 500 voluntarios y 5 buques y con la compañía del general José Trinidad Cabañas logran desembarcar en Costa Rica y pretenden derrocar el gobierno de Braulio Carrillo, quien envía al general Vicente Villaseñor y tropas para enfrentar al invasor Morazán. Villaseñor y Morazán, realizaron sendas pláticas y lograron un 11 de abril de 1842, el "Pacto del Jocote" un día después Francisco Morazán y tropas Aliadas y costarricenses entran triunfales en Alajuela y Heredia, el 14 de abril asume Francisco Morazán el control del país. Un 11 de septiembre de 1842, surge un levantamiento en Alajuela siendo los cabecillas el general Antonio Pinto y el coronel Florentino Alfaro, quienes enfrentan a las fuerzas del Ejército Aliado, reducidos y derrotados las fuerzas del general Morazán, este logra huir hacia Cartago y busca ayuda donde Pedro Mayorga, quien le traiciona vilmente. Francisco Morazán, José Trinidad Cabañas y Vicente Villaseñor con arrestados y juzgados. Morazán y Villaseñor son condenados a muerte, paradójicamente llevados a un paredón de fusilamiento y ejecutados en fecha 15 de septiembre, veintiún años después de la Independencia Centroamericana.     
Tras la ejecución de Francisco Morazán en San José, Costa Rica en 1842, la filosofía liberal continuó con sus oficiales del Estado Mayor, más no así con el pensamiento general de la política centroamericana.

## Organización
El "Ejército Aliado Protector de la Ley" estaba conformado por un Estado Mayor compuesto por oficiales de alto rango y expertos en batalla, seguido de los oficiales, clases y ayudantes. 
La base del ejército era el grueso de su infantería, contaba con una caballería liviana y rápida y una artillería, en una oportunidad se usó la fuerza naval, en el desembarcó a Costa Rica en 1840.

## Oficiales notables
Dentro del Ejército Aliado Protector de la Ley de Centroamárica, se distinguieron por su valentía, servicio y lealtad los siguientes oficiales:
- Francisco Morazán  Honduras[Nota 1]
- José Trinidad Cabañas  Honduras[Nota 2]
- José Antonio Márquez  Honduras[Nota 3]
- Diego Vigil  Honduras[Nota 4]
- Francisco Ferrera  Honduras[Nota 5]
- José Santos Guardiola  Honduras[Nota 6]
- Joaquín Rivera Bragas Honduras[Nota 7]
- Casto José Alvarado  Honduras[Nota 8]
- Inés Navarro  Honduras[Nota 9]
- Carlos Salazar Castro  El Salvador
- Máximo Menéndez  El Salvador
- Vicente Huezo  El Salvador
- José Anacleto Ordóñez  Nicaragua[Nota 10]
- José Zepeda  Nicaragua[Nota 11]
- Agustín Guzmán  México
- Mariano Silverio Peña  México[Nota 12]
- Antonio José Martínez  México[Nota 13]
- José María Yáñez  México
- Narciso Benítez  Colombia[Nota 14]
- Juan Prem  Colombia[4][Nota 15]
- Vicente Gollenaga o Goyenaga  Colombia
- José Antonio Carballo  Colombia[5]
- José María Gutiérrez Osejo  España[Nota 16]
- Ramón Pacheco  España[Nota 17]
- Manuel Jonama (Ingeniero)  España
- Joseph Piersón  España/ Francia[Nota 18]
- Nicolás Raoul  Francia (1788-1850)[Nota 19][6]
- Josep Isidore Saget  Francia (1799-1854)[Nota 20]
- Henry Torrelonge  Francia[Nota 21]
- Louis Gibourdel  Francia (Médico y cirujano)
- Feliciano Viviani  Italia[Nota 22]
- Juan Galindo  Irlanda[Nota 23]
- Remigio Díaz  Honduras Coronel[Nota 24]
- Román Valladares  Honduras Coronel[Nota 25]
- José de Jesús Osejo
- Manuel Escobar
- Miguel Cubas
- José Antonio Chirinos
- Justo Centeno
- Tadeo Lima
- Juan Cubas
- Doroteo Corso[7]
- José Guerra (cirujano)
- Joaquín García (Cirujano)
- José Silverio García Díaz (médico)
- Juan Munguía
- Mariano Yrungaray